# Iglesia Presbiteriana de Gales
La Iglesia Presbiteriana de Gales (en galés: Eglwys Bresbyteraidd Cymru), también conocida como Iglesia Metodista Calvinista (Yr Eglwys Fethodistaidd Galfinaidd), es una denominación del protestantismo en Gales.
El movimiento metodista calvinista tiene sus orígenes en el Renacimiento metodista galés del siglo XVIII. Este movimiento fue dirigido principalmente por el evangelista galés Daniel Rowland, influido por las enseñanzas del líder metodista galés Howell Harris y el teólogo Juan Calvino. Como tal, el metodismo calvinista hace especial hincapié en la soberanía de Dios y en la doctrina de la predestinación.
El movimiento tuvo un profundo impacto en la sociedad y la cultura galesas, y desempeñó un papel importante en los avivamientos galeses del siglo XIX. Anteriormente, el metodismo calvinista también tuvo una presencia significativa en Inglaterra, bajo el liderazgo espiritual de George Whitefield. En la actualidad, la gran mayoría de las congregaciones de la Iglesia Presbiteriana de Gales se encuentran en Gales (predominantemente son de habla galesa, pero también las hay de habla inglesa), mientras que cuenta con algunas iglesias locales en el oeste de Inglaterra.

## Historia

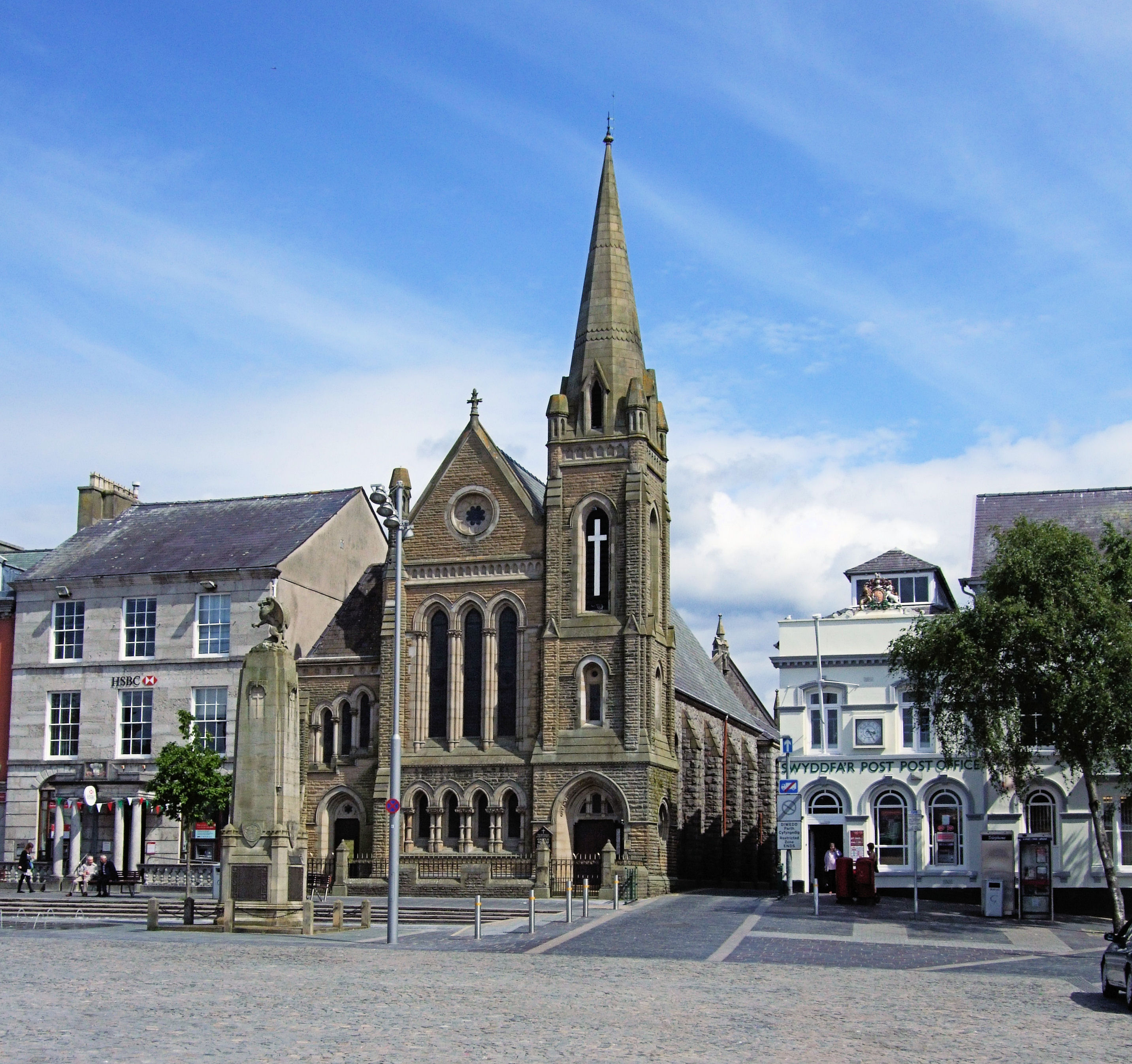
Iglesia Presbiteriana de la Plaza del Castillo, Caernarfon

La iglesia nació de parte de los metodistas calvinistas a partir del renacimiento metodista galés y la predicación de Howell Harris y Daniel Rowland en el siglo XVIII y se separó de la Iglesia de Inglaterra en 1811. El metodismo calvinista se convirtió en una denominación importante en Gales, creciendo rápidamente en el siglo XIX y asumiendo un papel de liderazgo en el renacimiento religioso galés de 1904-5. En 1823, se creó y adoptó una Confesión de Fe, basada en los esándares de la Confesión de Fe de Westminster. Se abrieron colegios teológicos para la formación ministerial en Bala, entonces en Merionethshire (1837), Trefeca, en Brecknockshire (1842), y Aberystwyth, en Ceredigion (1906). Produce una revista trimestral Y Traethodydd y un periódico mensual The Treasury. Se distingue de otras formas de metodismo por la naturaleza calvinista de su teología. En 1840, se formó en Liverpool la Sociedad Misionera Extranjera para proporcionar misioneros a la India. Celebró su primera Asamblea General en 1864.
El metodismo calvinista afirma ser la única denominación de Gales de origen puramente galesa, que no debe ninguna influencia en su formación al presbiterianismo escocés. También es la única denominación que utiliza el título calvinista en su nombre. En la Inglaterra del siglo XVIII, el metodismo calvinista estaba representado por los seguidores de George Whitefield frente a los de John y Charles Wesley, aunque todos los primeros metodistas de Inglaterra y Gales trabajaron juntos, independientemente de su teología calvinista o arminiana (o wesleyana), durante muchos años. Al ser absorbidos los metodistas calvinistas por el presbiterianismo, el metodismo general de Inglaterra pasó a definirse por su adhesión a la teología wesleyano-arminiana.

### Comienzos
Los inicios del movimiento se remontan al reverendo Griffith Jones (1684-1761), rector de la Iglesia de Inglaterra en Llanddowror, Carmarthenshire, cuya simpatía por los pobres lo llevó a poner en marcha un sistema de escuelas infantiles ambulantes sostenidas por fieles de la Iglesia. El celo de Jones, que contrastaba notablemente con la apatía general del clero anglicano de la época, atrajo la imaginación del público, y su poderosa predicación ejerció una amplia influencia. Muchos viajaban largas distancias para asistir a su ministerio.
Había, pues, un número considerable de personas fervorosas dispersas por todo el país que esperaban el despertar del clero parroquial.

### Daniel Rowland y Howell Harris

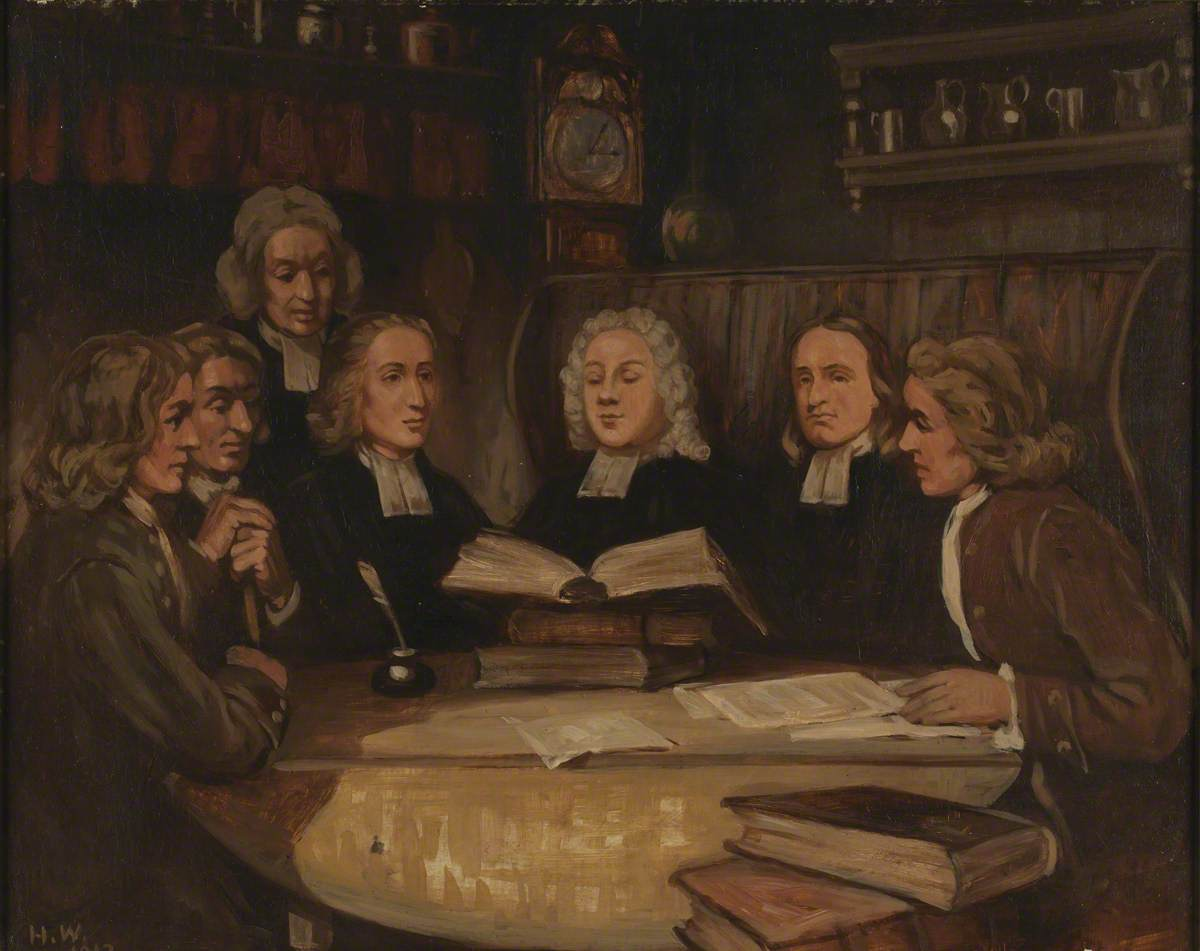
Impresión artística de la primera asociación metodista en 1743

Griffith Jones, predicando en Llanddewi Brefi, Cardiganshire encontró a Daniel Rowland (1713-1790), cura de Llangeitho, entre su audiencia, y su actitud al escuchar atrajo la atención del predicador. 
Rowland quedó profundamente conmovido y se convirtió en un ardiente apóstol del nuevo movimiento. Naturalmente buen orador, su celo recién nacido dio una ventaja a su elocuencia, y su fama se extendió por todo Gales.
En mayo de 1735 Howell Harris (1714-1773) experimentó una conversión religiosa tras escuchar un sermón en Talgarth sobre la necesidad de participar en la Santa Cena. Esto lo llevó a varias semanas de introspección y alcanzó su clímax en la comunión del día de Pentecostés de mayo de 1735. Inmediatamente comenzó a celebrar reuniones en su propia casa, animando a otros a buscar la misma seguridad que él tenía del perdón de Cristo, y pronto fue invitado a hacer lo mismo en las casas de otros. 
Se convirtió en un ardiente predicador itinerante, que conmovía hasta lo más profundo cada barrio que visitaba. Harris fue enviado a Oxford por las autoridades eclesiales de Gales en otoño de 1735 para "curarlo de su fanatismo", pero se marchó en febrero siguiente.
En 1736, de vuelta a casa, Harris abrió una escuela. Griffith Jones le proporcionó libros comprados por medio de la institución caritativa que mantenía sus escuelas ambulantes. También estableció sociedades, de acuerdo con las recomendaciones del pequeño libro de Josiah Wedgwood sobre el tema; y éstas ejercieron una gran influencia en la vida religiosa del pueblo galés. 
El más notable de los conversos de Harris fue, con mucho, William Williams de Pantycelyn (1717-1791), el más famoso himnógrafo de Gales, que mientras escuchaba la predicación sobre una lápida en el cementerio de Talgarth, se sintió "aprehendido como por una orden venida desde lo alto". Fue ordenado diácono en la Iglesia de Inglaterra, 1740, pero George Whitefield le recomendó que abandonara su curato para predicar en setos y caminos.
Rowlands y Harris llevaban trabajando dieciocho meses antes de conocerse en 1737 en un servicio religioso en la iglesia de Devynock, en la parte alta de Breconshire. La amistad que entablaron entonces duró hasta el final de la vida de Harris.
En enero de 1743 Whitefield presidió una reunión en Plas Watford, cerca de Caerphilly, Glamorgan, a la que asistieron Rowland, Williams, Harris, John Humphreys, John Powell -después de Llanmartin- y un laico llamado John Cennick. Se reunieron para organizar sus sociedades. También asistieron a las reuniones siete exhortadores laicos; se los interrogó sobre su experiencia espiritual y se les asignaron sus áreas y tareas; se organizaron otros asuntos relacionados con las nuevas condiciones creadas por el avivamiento. Esto se conoce como la Primera Asociación Metodista, celebrada dieciocho meses antes de la primera conferencia de John Wesley (25 de junio de 1744).
Se organizaban reuniones mensuales que abarcaban distritos más pequeños, para considerar asuntos locales, cuyas transacciones debían ser reportadas a la Asociación Trimestral, para ser confirmadas, modificadas o rechazadas. Los exhortadores se dividían en dos clases: públicos, a los que se permitía itinerar como predicadores y supervisar varias sociedades; y privados, que se limitaban al cargo de una o dos sociedades. Se entendía claramente que las sociedades formaban parte de la Iglesia de Inglaterra y se reprobaba todo intento de separarlas de la Iglesia; pero la persecución hizo que su posición fuera anómala. No aceptaban la disciplina de la Iglesia de Inglaterra, por lo que el alegato de conformidad era una débil defensa; tampoco habían obtenido licencias, como para reclamar la protección de la Ley de Tolerancia. La ardiente lealtad de Harris a la Iglesia de Inglaterra, después de tres negativas a ordenarlo, y su desprecio personal por los malos tratos de los perseguidores, fueron lo único que impidió la separación.
Una controversia sobre un punto doctrinal "¿Murió Dios en el Calvario?" hizo estragos durante algún tiempo, siendo los principales contendientes Rowlands y Harris; y en 1751 terminó en ruptura abierta, que sumió a la Conexión primero en confusión y luego en un estado de coma. Las sociedades se dividieron en harrisitas y rowlandistas, y sólo con el avivamiento de 1762 se cerró la brecha. Este avivamiento es un hito en la historia de la Conexión.
William Williams de Pantycelyn acababa de publicar en 1744 un pequeño volumen de himnos intitulado Aleluia, cuyo canto inflamó al pueblo. Esto llevó a Richard Trevor, Obispo de la Provincia de San David, a suspender la licencia de Rowlands, quien tuvo que confinarse a una casa de reuniones en Llangeitho. Habiendo sido expulsado de otras iglesias, había arrendado un terreno en 1759, anticipándose a la retirada definitiva de su licencia, en 1763, erigió un espacioso edificio al que acudía la gente de todas partes al Sacramento del domingo. Llangeitho se convirtió en el centro del metodismo galés; y la popularidad de Rowland nunca disminuyó hasta que sus facultades físicas decayeron.